# Aleksandr Tvardovski

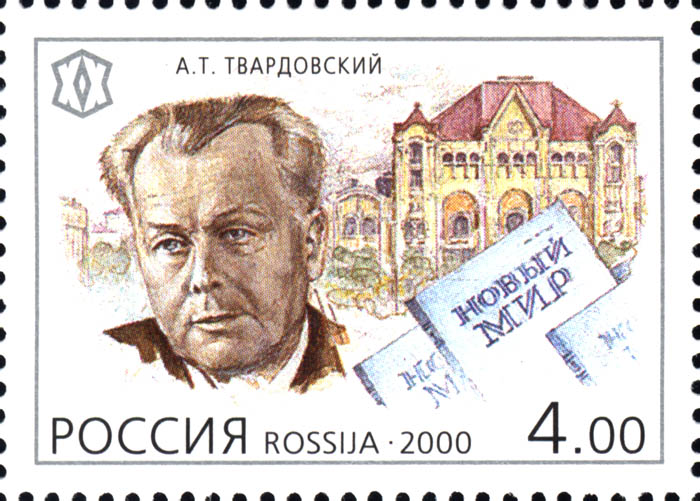
Tvardovski op een Russische postzegel, 2000

Alexandr Trifonovitsj Tvardovski (Russisch: Александр Трифонович Твардовский) (Oblast Smolensk, 21 juni 1910 – een datsja nabij Moskou, 18 december 1971) was een Russisch schrijver, dichter en publicist.

## Leven
Tvardovski was de zoon van een smid, leek aanvankelijk voorbestemd voor een boerenbestaan, maar had daar geen vrede mee en wijdde zich al snel volledig aan de literatuur. Al snel werd Tvardovski lid van de Bond van Sovjetschrijvers en toonde zich aanvankelijk (althans aan de buitenkant) steeds loyaal aan de Sovjetstaat. Tijdens de Tweede Wereldoorlog werkte hij als oorlogscorrespondent, na de oorlog werd hij redacteur van het progressieve literaire tijdschrift Novy Mir, dat mede onder zijn verantwoording Erenburgs Dooi en Solzjenitsyns Een dag uit het leven van Ivan Denisovitsj publiceerde. In die periode toont Tvardovski zich een belangrijk voorvechter van liberalisering in de Sovjetliteratuur en keerde zich tegen het Stalinisme. Hij pleitte voor een literatuur van 'echte', levende mensen en had kritiek op de onoprechtheid en de doodsheid van de officiële Sovjetliteratuur.
Tvardovski won vier keer de Stalinprijs en in 1961 kreeg hij de Leninprijs.

## Werk
De poëzie van Tvardovski kenmerkt zich door eenvoud en een gemakkelijke, volkse, humoristische stijl, in directe, eenvoudige taal. Hij brengt wel een sociale boodschap maar hoedt zich voor propaganda. 
In 1931 debuteerde Tvardovski met het lange dichtwerk De weg naar het socialisme, in de traditie van Nikolaj Nekrasov, over een boer die aanvankelijk de collectivisatie wantrouwt, maar er zich later toch aan overgeeft. 
Het bekendste werk van Tvardovski is ongetwijfeld het poëem Vasili Tsjorkin (1942-1945), over een simpele Sovjetsoldaat, grappig, sentimenteel, spontaan-naïef, feitelijk een meer sociale soldaat Švejk wiens tragische en komische belevenissen worden beschreven in een volkse, aforistische en prikkelende stijl. In 1963 publiceert Tvardovski een vervolg op dit werk: Tsjorkin in de andere wereld, een antistalinistische satire waarin hij het gezonde verstand schril laat afsteken tegen de casuïstiek van ‘bovenaardse’ bureaucraten.

## Gedicht
Nu de dag weer ten eind is gekomen

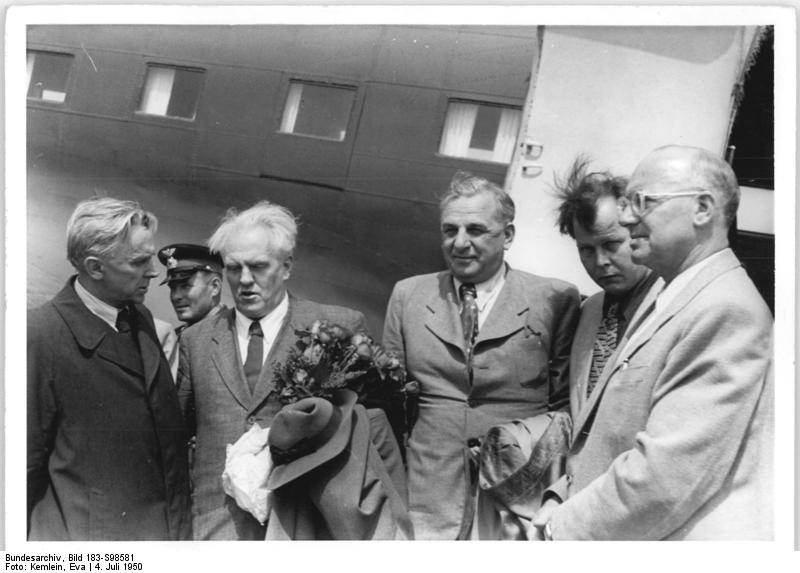
Bezoek Sovjetschrijvers aan DDR, v.l.n.r. Fedin, Tichonov, Pavlenko, Tvardovski, Becher

En de stad in een halfslaap verzinkt, 

Dringt de dennengeur door in haar dromen - 

Geur die rouwdiensten, feesten omringt. 

Het is een van die maarts-grijze nachten. 

Zal er - achter de dageraadslijn - 

Ons een simpele dag staan te wachten, 

Of kan het ook een heel tijdsgewricht zijn?
(vertaling M. Wiebes en M. Berg)